# Imma inclinata
Imma inclinata är en fjärilsart som beskrevs av Diakonoff 1955. Imma inclinata ingår i släktet Imma och familjen Immidae. Inga underarter finns listade i Catalogue of Life.